# Per Persson Oxelberg
Per Persson Oxelberg (i riksdagen kallad Per Oxelberg i Källmo), född 4 augusti 1752 på Öby gård i Fellingsbro socken, död 7 februari 1821 i Karlskoga socken, var en svensk bergsman och riksdagsman.

## Biografi
Per Oxelberg var son till inspektoren Per Oxelberg. Han var först anställd som bruksinspektor vid ett bruk i Fellingsbro socken. 1779 blev han bokhållare och förvaltare vid Flosjötorps bruk i Grythyttans socken, som han samma år förvärvade genom giftermål med förre innehavarens änka. Efter hennes död flyttade han till Karlskoga, där han först innehade bergsmanshemmanet Källmo och därefter en egendom i Karåsen. Redan i Grythyttan innehade han flera allmänna uppdrag, blev sexman i bergstingsrätten och nämndeman samt erhöll 1801 allmogens uppdrag att under den rådande spannmålsbristen söka utverka undsättning av Allmänna magasins-direktionen, vilken fråga dock avlöpte så att Per Oxelberg i framtiden kom att få en djup misstro mot spannmålsdirektionen. Vid riksdagen 1809–1810 och valriksdagen 1810 representerade han Karlskoga bergslag i bondeståndet, där han gjorde sig känd som mycket verksam ledamot och författare av memorial i en mängd ämnen. Ett sådant som krävde Samuel af Ugglas' avskedande väckte mycket debatt inom bondeståndet. Vid riksdagen 1810 gick Oxelberg till attack mot spannmålsdirektionen, som beskylldes för att ha "handlat med statens pengar såsom ett förlag och strukit vinsten i egna fickor". Kritiker mot Oxelberg kom nu att åtala honom för missfirmelse, varefter han dömdes av rådstuvurätten i Örebro till tjugoåtta dygns vatten och bröd, ärans förlust och offentlig avbön. Oxelberg undergick sitt straff i Örebro länshäkte men återfick senare genom kunglig nåd sitt medborgerliga förtroende. Oxelberg tillhörde den minoritet inom bondeståndet som förordande införandet av värnplikt. Han var barnlös och testamenterade sin egendom till underhåll av en bergsläkare.